# Кардарили (Фрозиноне)
Кардарили је насеље у Италији у округу Фрозиноне, региону Лацио.
Према процени из 2011. у насељу је живело 162 становника. Насеље се налази на надморској висини од 148 м.